# 太陽龐克

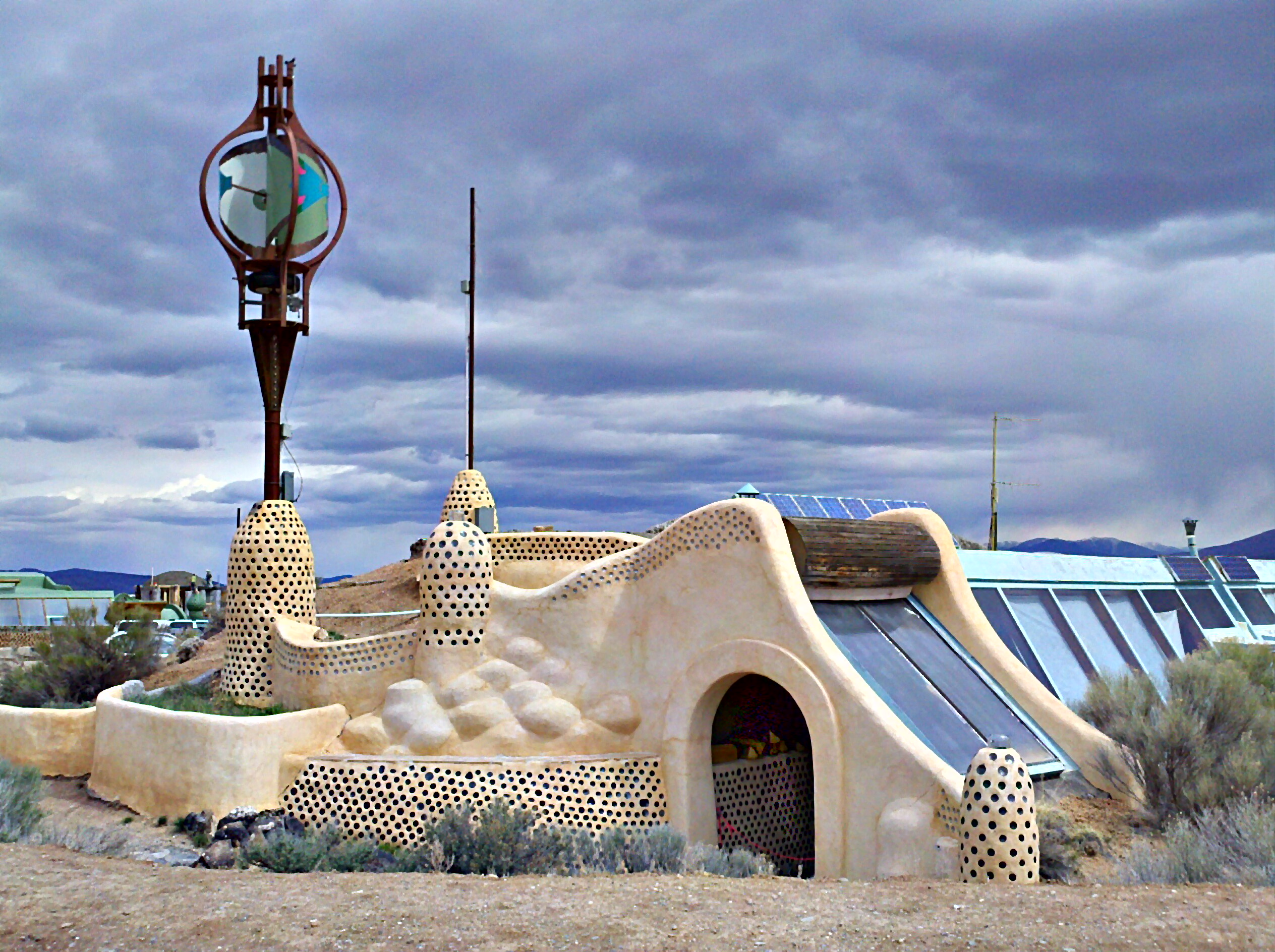
太陽龐克可能會從Earthship中獲得實際的靈感，它們是可持續建築的一個例子。

太陽龐克（英語：Solarpunk）是二十一世紀初興起的一種科幻次類別和藝術風格，此新興藝術類型想像了人類透過科技，成功解決氣候變遷與污染等當代環境問題，並達成與自然永續共存後的未來世界。視覺風格上，太陽龐克美術受到了新藝術運動的影響，傳達了潔淨、富足與平等的內涵。儘管太陽龐克關注的是科技，但也涵蓋了低科技的永續生活方式，如園藝、正向心理學和自己動手做的DIY精神，議題上反映了綠色環保主義、深層生態學和生態現代主義等環境哲學，也包含了反消費主義、反威權主義和公民權利等龐克意識形態。

## 歷史背景

象徵太陽龐克的旗幟。黃色代表太陽能，綠色代表自然永續，齒輪象徵具有永續性的科技與建設，太陽則代表了對太陽龐克未來世界的期待。

在太陽龐克一詞出之現之前，勒官、歐內斯特·卡倫巴赫、金·史丹利·羅賓遜、宮崎駿等人的作品已有此風格。
太陽龐克一詞最早出現在2008年一篇名為「從蒸汽龐克到太陽龐克」 的部落格文章，自從該文章發表後，關注者們透過社群平台和特定網站分享內容並進行討論，更加清晰地定義此一新興美學。在「從蒸汽龐克到太陽龐克」這篇文章中，這位未署名的作者以風箏動力貨輪「白鯨天帆號」(MS Beluga Skysails) 為靈感，加上蒸汽龐克專注在特定科技進行發想的方式，然後以實用性和現代經濟學做為指引，將這個新興科幻主題予以概念化。2009年，文學評論家馬特·斯塔格斯 (Matt Staggs) 在他的blog發表了「綠色龐克宣言」，描述了一個全新的科技狂熱創作類型，他想像這個全新的創作類型將著重於容易學習、可自己動手的科技等主題，並強調正向生態和社會變革。 繼視覺藝術家奧莉維亞·路易絲（Olivia Louise）在Tumblr上發布關於太陽龐克美學的概念圖後， 研究員亞當·弗林 (Adam Flynn) 也在2014年的科幻論壇Project Hieroglyph上做出貢獻， 進一步定義了這個新興創作類型。 弗林在2019年發表了《太陽龐克宣言》，文中，他將太陽龐克描述為「一種科幻小說、藝術、時尚和激進主義的運動，尋求找到『永續文明到底長什麼樣子，我們該如何到達那裡？』的答案，並加以具象化。」

## 創作理念
貫穿太陽龐克的中心主題是將先進科技與社會融合為一，用以改善社會、經濟和環境的永續性， 並以樂觀且實際的態度面對當代的問題。 太陽龐克中的世界未必如烏托邦般理想，但太陽龐克希望呈現出一個不同於悲觀、消極的反烏托邦結果。 為了傳達這個理念，太陽龐克創作中經常會出現DIY精神、共生式保育、自力更生、社會包容和正向心理學等主題。 由於這種理念，龐克意識形態也深深地植入了太陽龐克中，例如反消費主義、平權主義及去中心化等。
雖然太陽龐克沒有特定的政治理念，但是太陽龐克理念接受以集體社會運動的方式來擺脫對非再生能源的依賴。 太陽龐克強調預兆性政治，藉由現實生活的實踐，創造出讓理念可以被探索和展示的空間。太陽龐克在許多方面實踐了這個想法，包括依理念建立社區並居住在社區當中（如生態村），種植自己的糧食，並以DIY精神善用可用資源。

## 藝術風格

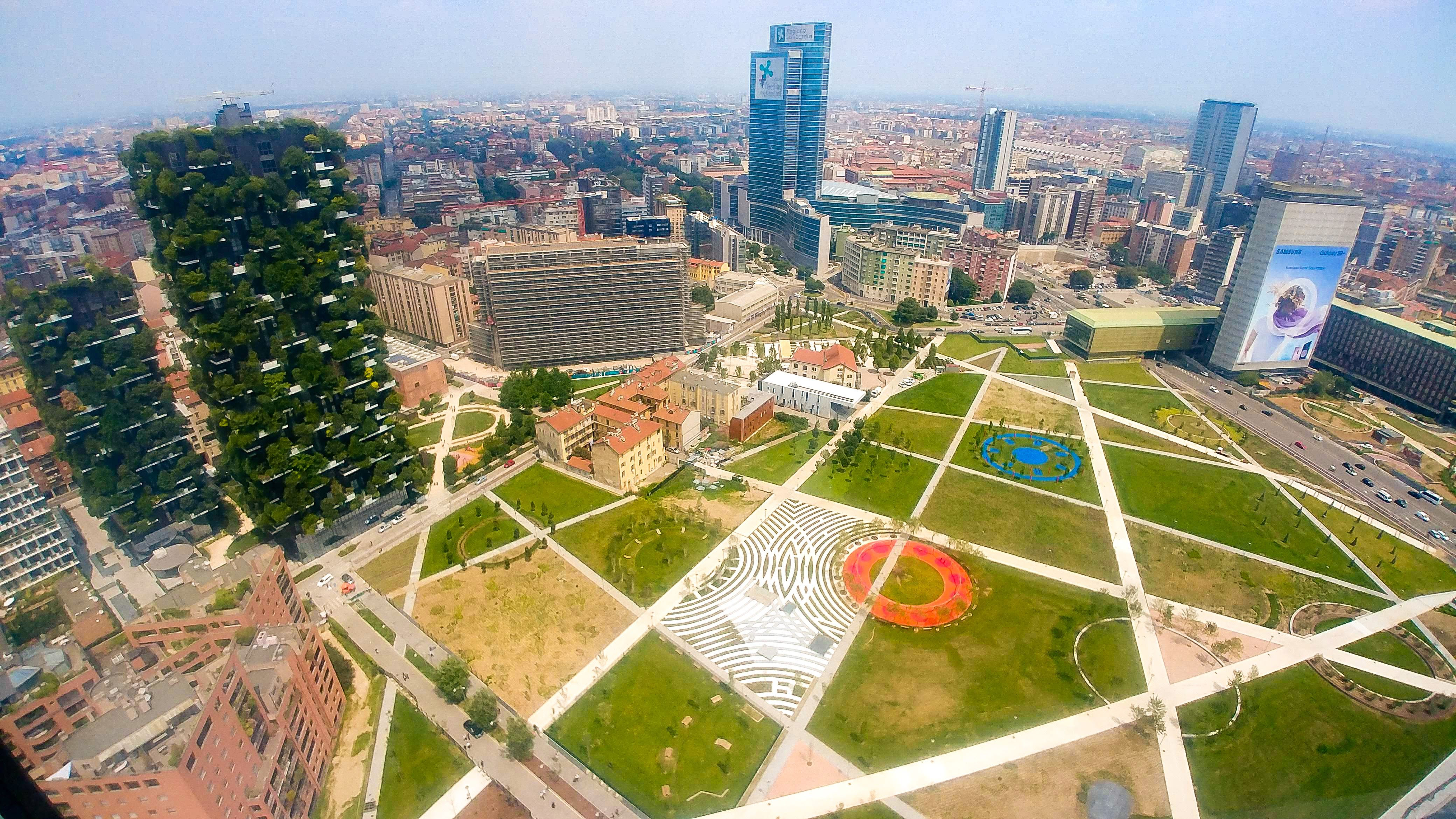
米蘭垂直森林

作為一種藝術流派，太陽龐克創作始於2010~2020年代之間，主因為極端氣候事件頻傳、氣候變遷影響心理層面加劇、貧富差距擴大，以及人民對社會不公平還有抗議事件的認識增加。也因為娛樂媒體中充斥著後啟示錄和反烏托邦作品，太陽龐克成為一種具有吸引力的另類之選。 賽博龐克經常使用黑暗風格，且描繪的角色經常是被邊緣化或被科技吞噬的底層人物，與之相比，太陽龐克的色彩明亮，常用光作為創作主題，並常在影像中傳達潔淨、富足及平等的內涵。太陽龐克的藝術家和他們的追隨者尋求的是務實而且不依賴神秘黑科技的未來，並期望能提供反烏托邦創作之外的選擇。
奧莉維亞·路易絲和後起藝術家所表達的太陽龐克視覺常被拿來與新藝術運動做比較，例如對植物的描繪、使用鞭繩般的彎曲線條，以及將應用藝術融入傳統美術中。在建築設計上，太陽龐克反映了法蘭克·洛伊·萊特 (Frank Lloyd Wright) 的有機建築。太陽龐克通常利用自然色彩、明亮的綠色和藍色，還有對太陽龐克起源自多元文化的暗示。這類範例包括：Boeri Studio設計的米蘭垂直森林 (Bosco Verticale in Milan)、漫威《黑豹》電影中對瓦干達(Wakanda) 的描繪，以及部分吉卜力工作室的電影。 

## 文學創作
文學方面，太陽龐克是衍生自賽博龐克的一種科幻小說分支，內容包含其他類型小說的元素，如奇幻作品和烏托邦式小說。與賽博龐克的人物相比，太陽龐克主角原型被描述為「創客英雄」，在故事中經常會目睹環境災難，或是因為政府機構無法應對危機或不公正而引起的災難，主角通常會為了保護自然而挺身而出，而且主角的行動會讓故事走向樂觀正向的結局。 此類小說描繪的理想世界與所使用的技術或材料通常不會完全脫離現實，而會從符合現代實際情況中的技術去做延伸。
已經出版，且符合這種新類型的小說包括：勒官（Ursula K. Le Guin）的《被剝奪者》（1974 ）、歐內斯特·卡倫巴赫的《生態烏托邦（1975）、金·史丹利·羅賓遜的《太平洋邊緣》（1990），和星鷹（Starhawk）的《第五個神蹟》（1993）。上述作品會被列為太陽龐克文學的主要原因，是因為書中做出了關於當代世界轉型成為更加永續社會的描述。 首批能明確歸列為太陽龐克的作品是短篇選集《Solarpunk: Ecological and Fantastic Stories in a Sustainable World》（2012） 、《Wings of Renewal: A Solarpunk Dragons Anthology》（2015）、《Sunvault: Stories of Solarpunk and Eco-Speculation》（2017)，以及《Glass and Gardens》（2018）。 2018年，作家蕾貝卡·錢伯斯 (Becky Chambers) 同意以太陽龐克為主題進行創作，包括為出版商Tor Books撰寫的兩本太陽龐克中篇小說，並出版了《A Psalm for the Wild-Built》（2021）和《A Prayer for the Crown-Shy》（2022）二部曲。 